# (1368) Numidia
(1368) Numidia es un asteroide que forma parte del cinturón de asteroides y fue descubierto por Cyril V. Jackson desde el observatorio Union de Johannesburgo, República Sudaficana, el 30 de abril de 1935.

## Designación y nombre
Numidia fue designado al principio como 1935 HD.
Más adelante se nombró por el antiguo estado de Numidia.

## Características orbitales
Numidia está situado a una distancia media de 2,524 ua del Sol, pudiendo alejarse hasta 2,68 ua y acercarse hasta 2,368 ua. Tiene una excentricidad de 0,0617 y una inclinación orbital de 14,82°. Emplea 1465 días en completar una órbita alrededor del Sol.